# رعیت محله
رعیت محله، روستایی از توابع بخش رودبنه شهرستان لاهیجان در استان گیلان ایران است. نام دیگر این روستا بدلیل کثرت سادات در آن محل ، سادات محله نیز گفته می شود.

## جمعیت
این روستا در دهستان رودبنه قرار دارد و براساس سرشماری مرکز آمار ایران در سال ۱۳۸۵، جمعیت آن ۳۲۱ نفر (۸۷خانوار) بوده‌است.